# Lamborghini Silhouette
La Lamborghini Silhouette est une voiture de sport du constructeur automobile italien Lamborghini, développement de la  Lamborghini Urraco P300. Seuls deux prototypes et 53 exemplaires seront produits entre 1976 et 1979, le dernier construit ayant servi de prototype pour la Jalpa.
Son nom, « Silhouette », est une référence au Groupe 5 (en) de la FIA.

## Présentation

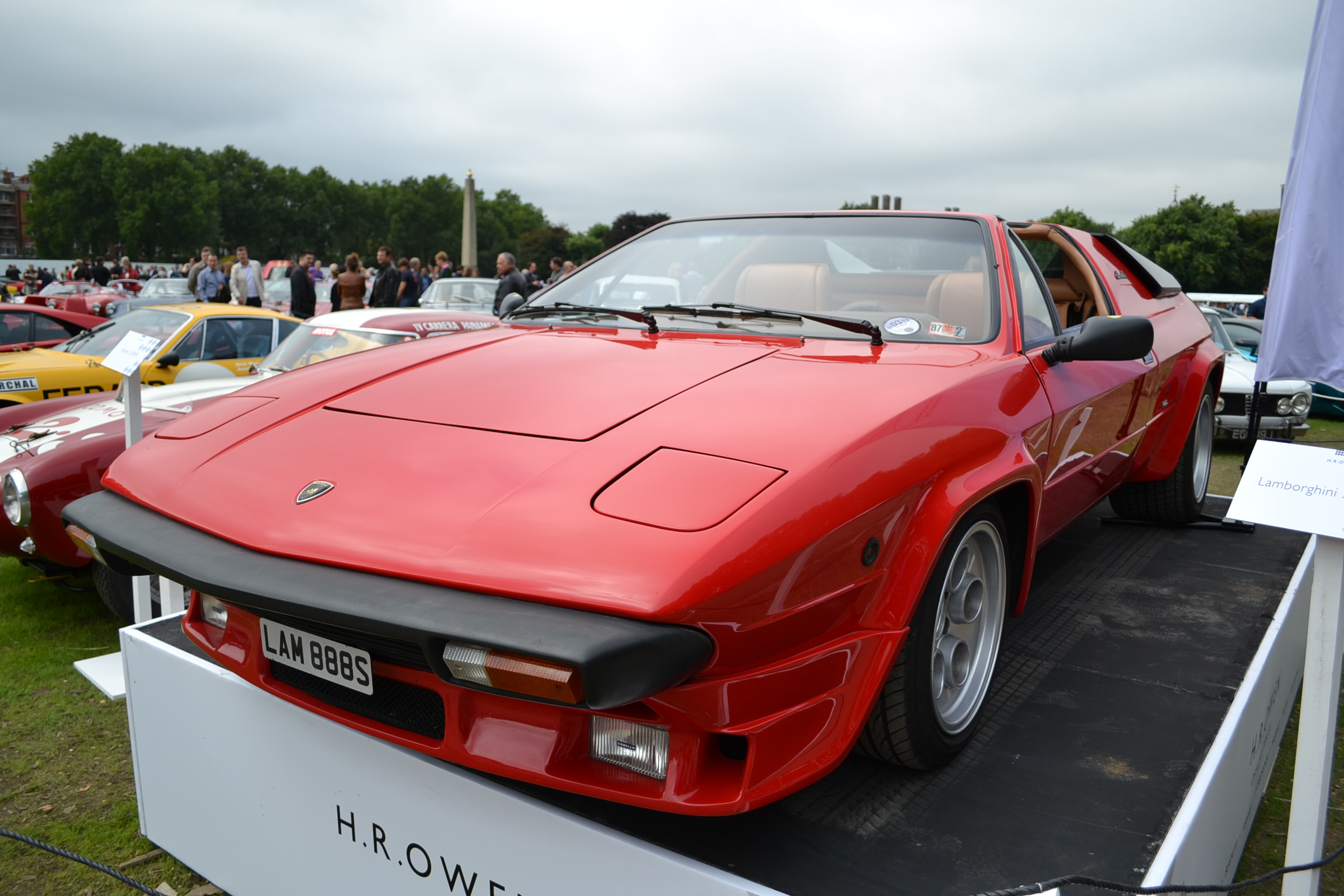
Une Silhouette

Présentée au Salon de Genève 1976, la Silhouette est l’œuvre du carrossier italien Bertone. Destinée en priorité au marché américain, elle est équipée d'un pot catalytique et de pare-chocs renforcés. C'est la première Lamborghini à être doté d'un toit Targa (toit amovible), lequel se range derrière les sièges.
Contrairement à l'Urraco, qui offrait quatre places, la Silhouette est un strict coupé deux places. Peu d'options sont proposées : couleur, cuir ou cuir retourné pour les sièges, vitres électriques et chaîne stéréo. Le châssis est identique à celui de l'Urraco P300 mais les voies sont sensiblement modifiées pour permettre le montage de jantes Campagnolo en aluminium de 15 pouces chaussées de larges Pirelli P7 à taille basse. Le moteur V8 en aluminium de 3 litres développe entre 250 ch et 260 ch à 7 800 tr/min. La boîte de vitesses est manuelle à cinq rapports.
Plus légère que l'Urraco, la Silhouette passe de 0 à 100 km/h en 6,5 secondes et atteint 260 km/h en pointe. Le freinage est à quatre disques ventilés Girling de 278 mm de diamètre.